# Royal St. John's Regatta

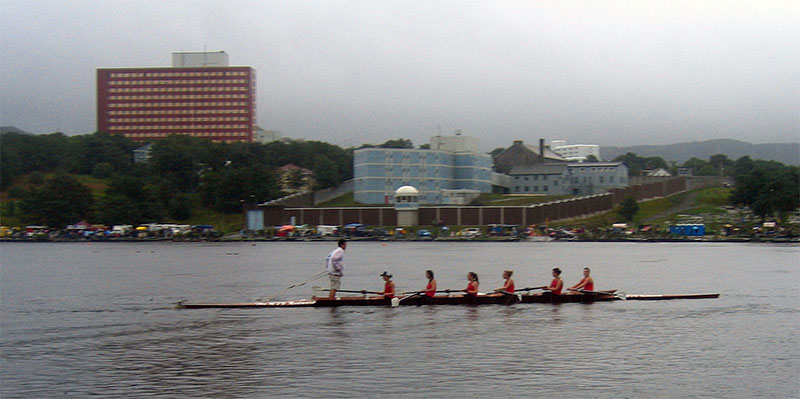
Carrera femenina en el lago Quidi Vidi

La Royal St. John es una competición de regatas que tienen lugar en San Juan de Terranova, Canadá desde 1816. La prueba se celebra el primer miércoles de agosto en el lago Quidi Vidi, Terranova y Labrador, a menos que las inclemencias meteorológicas no lo permitan, en ese caso se retrasa hasta que se den las condiciones óptimas para navegar. 
Cada equipo se compone de seis miembros y un patrón de barco. Las medidas de las regatas deben ser acorde con el reglamento del comité organizador. La competición está dividida en dos modalidades: Masculina (recorrido de 2450 km) y femenina (de 1.225).

## Historia
A lo largo de sus ediciones, la competición ha tenido lazos con la monarquía canadiense. Varios miembros de la Familia Real, entre los que se incluyen Eduardo VII en 1860 y la Reina Isabel II en 1978, han hecho presencia en la importante regata. Cabe señalar que ante el fallecimiento del jefe de Estado, el torneo se suspende hasta el año siguiente. 
En 1993 obtuvo la designación de "Real", lo que llevó a cambios en el diseño de una corona.